# 辛弃疾墓
28°09′30″N 117°46′35″E / 28.15833°N 117.77639°E
辛弃疾墓位于中国江西省上饶市铅山县永平镇鼓楼门村阳源山麓，于1959年被列为江西省文物保护单位。

## 历史
辛弃疾晚年定居铅山瓢泉，死后葬于阳源山麓，原墓碑立于南宋绍定年间，清代乾隆年间辛弃疾后裔于墓前又立新碑。中华人民共和国成立后历经三次修葺。辛弃疾墓坐北朝南，以麻石砌就，顶堆黄土。墓高2.5米，直径2.5米，共占地占51.5平方米。墓前有两根石柱，柱上有郭沫若题写的对联：“铁板铜琶继东坡高唱大江东去，美芹悲黍冀南宋莫随鸿雁南飞。”